# Andreas Zabel
Andreas Zabel (* 26. August 1971 in Berlin) ist ein ehemaliger deutscher Ringer im Freistil und derzeit hinter Heiko Röll Co-Trainer beim Bundesligisten 1. Luckenwalder SC.

## Leben
1990 startete Zabel bei den Europameisterschaften der Espoirs in der Gewichtsklasse bis 62 kg. Zabel, der damals noch für die DDR startete, belegte den sechsten Rang. Sieger wurde Jordan Denew aus Bulgarien.
1991 wurde Zabel deutscher Juniorenmeister, im gleichen Jahr wurde er Sechster bei den Junioreneuropameisterschaften.
Bei den Europameisterschaften 1997 in Warschau belegte der gelernte Koch den 15. Rang, nachdem er gegen den Slowaken Maxim Malkarit mit 3:1 gewonnen hatte jedoch gegen den Türken Yüksel Sanli (der später Vizeeuropameister wurde) und gegen Emsarios Bentinidis aus Georgien verloren hatte. 1998 ging Zabel noch einmal international in Leipzig an den Start. Bei ein von der FILA ausgetragenem Turnier belegte Zabel den 13. Platz. Er hatte zuvor gegen Daniel Igali aus Kanada und gegen den Schweizer Christoph Feyer verloren.
Seit 2007 ist Zabel Co-Trainer des Bundesligisten und des deutschen Meisters von 2005, dem 1. Luckenwalder SC.